# Eleonora Gonzaga (1630–1686)
Eleonora Magdalena Gonzaga (ur. 18 listopada 1630 w Mantui, zm. 6 grudnia 1686 w Wiedniu) – cesarzowa, królowa Czech i Węgier, córka księcia Mantui Karola II Gonzagi i Marii, córki księcia Franciszka IV z Mantui.
30 kwietnia 1651 w Wiedniu poślubiła cesarza Ferdynanda III Habsburga (13 lipca 1608 – 2 kwietnia 1657), syna cesarza Ferdynanda II i Marii Anny Wittelsbach, córki księcia Bawarii Wilhelma V. Ferdynand i Eleonora mieli razem syna i trzy córki:
- Teresa Maria Józefa (27 marca 1652 – 26 lipca 1653)
- Eleonora Maria Józefa (31 maja 1653 – 17 grudnia 1697), żona króla polskiego i wielkiego księcia litewskiego Michała Korybuta Wiśniowieckiego i księcia Lotaryngii Karola V Leopolda
- Maria Anna Józefa (30 grudnia 1654 – 14 kwietnia 1689), żona Jana Wilhelma, elektora Palatynatu Reńskiego
- Ferdynand Józef Alojzy (11 lutego 1657 – 16 czerwca 1658)

Eleonora była kobietą o wysokiej kulturze osobistej, energiczną, inteligentną i dobrze wykształconą. Sama wykształcona na dworze mantuańskim (słynnym w owych czasach ośrodku życia umysłowego) dbała również o dobrą edukację swoich dzieci. Jej mąż zmarł w 1657 Eleonora pozostała w Wiedniu, ale nie zajmowała się polityką, tylko literaturą (sama pisała wiersze) i sprawami wiary. Była głęboko wierzącą katoliczką. Ufundowała klasztor urszulanek w Wiedniu i była protektorką zakonu karmelitów. Była jednak liczącą się postacią na dworze i potrafiła wywierać przemożny wpływ na swojego pasierba, cesarza Leopolda I. W 1670 towarzyszyła swojej córce Eleonorze w podróży do Polski, gdzie ta miała poślubić króla Michała Korybuta Wiśniowieckiego.
Cesarzowa Eleonora zmarła w 1686 i została pochowana w Krypcie Cesarskiej Kościoła Kapucynów w Wiedniu.
| 4. Karol I Gonzaga       |  |                     |  |  |                     |
|                          |  | 2. Karol II Gonzaga |  |  |                     |
| 5. Katarzyna             |  |                     |  |  |                     |
|                          |  |                     |  |  | 1. Eleonora Gonzaga |
| 6. Franciszek IV Gonzaga |  |                     |  |  |                     |
|                          |  | 3. Maria            |  |  |                     |
| 7. Małgorzata            |  |                     |  |  |                     |
|                          |  |                     |  |  |                     |